# Захарчук Олександр Іванович
Олександр Іванович Захарчук (8 липня 1962 року с. Оселівка, Кельменецький район, Чернівецька область) - український науковець в галузі медичної паразитології, хронобіології і хрономедицини. Завідувач кафедри фармацевтичної ботаніки та фармакогнозії Буковинського державного медичного університету, професор, доктор медичних наук.

## Життєпис
1977 року закінчив 8 класів Лівинецької середньої школи, після чого вступив до  Чернівецького медичного училища, яке закінчив у 1981 році. Після закінчення медучилища працював у Чернівецькій обласній СЕС. Протягом 1981-1983 рр. проходив дійсну військову службу у рядах збройних сил. У 1983 році вступив до Чернівецького державного медичного інституту, який з відзнакою закінчив у 1989 році.
Після закінчення інституту направлений на роботу старшим лаборантом кафедри медичної біології та генетики Чернівецького державного медичного інституту. У грудні місяці 1989 року вступив до аспірантури, по завершенню якої зарахований асистентом кафедри медичної біології, генетики та паразитології.
У червні 1993 року в спеціалізованій вченій раді Львівського медичного інституту захистив кандидатську дисертацію на тему: «Участь шишкоподібного тіла в сезонних змінах циркадіанного ритму неспецифічної адаптації у старих щурів» (диплом кандидата наук КН № 003213).
З вересня 2000 року по грудень 2012 року – доцент кафедри медичної біології, генетикита паразитології (атестат доцента ДЦ № 003324).
У 2007 році пройшов спеціалізацію, а 2015 року підтвердив кваліфікацію лікаря-спеціаліста за спеціальністю «Паразитологія».
У березні 2012 року в ДУ «Інститут епідеміології та інфекційних хвороб імені Л.В. Громашевського НАМН України» захистив докторську дисертацію на тему: «Клініко-імунологічні та епідеміологічні аспекти токсокарозу на Буковині» (диплом доктора наук ДД № 001235).
З січня 2013 року по серпень 2014 року працював на посаді професора кафедри медичної біології, генетики та фармацевтичної ботаніки Буковинського державного медичного університету.
3 квітня 2014 року рішенням Атестаційної колегії МОН України присвоєно вчене звання професора кафедри медичної біології, генетики та фармацевтичної ботаніки (атестат 12ПР №009467).
У 2014 році обраний за конкурсом на посаду завідувача кафедри фармацевтичної ботаніки та фармакогнозії Вищого державного навчального закладу України «Буковинський державний медичний університет».
З 2004 по 2012 рр. працював заступником декана фармацевтичного факультету. Тривалий час керував народним аматорським ансамблем пісні й танцю «Трембіта».

## Наукова діяльність
Автор більше 430 наукових праць, з яких 5 монографій, 6 підручників рекомендованих МОЗ і МОН України, більше 50 навчальних посібників, методичних рекомендацій, 8 деклараційних патентів України та 5 посвідчень на раціоналізаторські пропозиції.
Напрямки наукових досліджень стосуються медичної паразитології, хронобіології і хрономедицини, фармакогнозії, дослідження ролі шишкоподібної залози в хроноритмах неспецифічного імунітету у людини і тварин, епідеміологічних та клініко-імунологічних особливостей перебігу паразатирних інвазій, фармакогностичних властивостей та антигельмінтної дії лікарських рослин Буковини. У наукових працях показана роль і місце шишкоподібної залози у регуляції хроноритмів неспецифічної адаптації при старінні, особливості перебігу токсокарозної інвазії та інших паразитозів і паразитоценозів на Буковині, широкого вивчаються фармакогностичні та атигельмінтні властивості дикорослих лікарських рослин різних клімато-географічних зон Чернівецької області.
Неодноразово заохочувався почесними грамотами та відзнаками навчального закладу, міста Чернівці та Чернівецької області.

## Громадська діяльність
Член вченої ради Буковинського державного медичного університету, член центральної методичної комісії університету, член циклової методичної комісії фармацевтичного профілю, член вченої ради фармацевтичного факультету.
Член Спеціалізованої вченої ради по захисту дисертацій Д 64.609.05 при Харківській медичній академії післядипломної освіти МОЗ України.
Член галузевої конкурсної комісії Всеукраїнського конкурсу студентських наукових робіт з галузей знань та спеціальностей в галузі наук «Теоретична медицина».
Науковий консультант ДУ «Чернівецький обласний центр контролю та профілактики хвороб Міністерства охорони здоров'я України».
Член Чернівецького відділення Українського фізіологічного товариства ім. П.Г. Костюка.

## Вибрані наукові праці
- Токсокароз у немовлят (клініко-лабораторні та серологічні аспекти) [Архівовано 12 березня 2022 у Wayback Machine.]. Клінічна та експериментальна патологія. 2020. Т. 19 № 3. С. 44-55.
- Analysis of carbohydrates in Saponaria officinalis L. using GC/MS method [Архівовано 13 березня 2022 у Wayback Machine.]. Pharmacia. 2021. Vol. 68, № 2. P. 339-345.
- Лабораторна діагностика паразитарних інвазій. Чернівці: Медуніверситет, 2012. 287 с.
- Стан гуморальної ланки імунітету у дітей хворих на токсокароз [Архівовано 6 листопада 2020 у Wayback Machine.]. Український журнал медицини, біології та спорту. 2020. Т. 5, № 4. С. 150-154.
- Шишкоподібне тіло і хроноритми імунної системи. Чернівці: Прут, 1997. 270 с.
- Токсокароз: клініко-лабораторні прояви та протиепідемічні заходи профілактики [Архівовано 21 березня 2022 у Wayback Machine.]. Young Scientist. 2018. № 9. С. 159-164.
- Біоритмологічний профіль показників неспецифічного імунітету при вікових змінах шишкоподібної залози. Клінічна та експериментальна патологія. 2018. Т. 17, № 3 (Ч. 2). С. 50-57.
- Фармакогностичні та фармакологічні аспекти фітомелатоніну [Архівовано 20 березня 2022 у Wayback Machine.]. Молодий вчений. 2018. № 10. С. 158-163.
- Clinical and laboratory manifestations of toxocarosis and anti-epidemic measures of its prevention [Архівовано 22 жовтня 2020 у Wayback Machine.]. Deutscher Wissenschaftsherold. German Science Herald. 2018. № 1. P. 38-44.